# Slumstrup (Sædding Sogn)
 For alternative betydninger, se Slumstrup. (Se også artikler, som begynder med Slumstrup)
Slumstrup eller Slumstrupgård er en tidligere herregård i Sædding Sogn i det tidligere Bølling Herred, nu 	Ringkøbing-Skjern Kommune.
Slumstrup var tidligere en hovedgård, der før 1505 ejedes af Jens Ulf og 1515 mageskiftedes af Kronen til Eiler Bryske, der 1523 skødede den til Joachim Lykke, som 1527 pantsatte den til Rasmus Clemmentsen; I 1568 ejedes den af Enevold Jensen, 1578 af Iver Lunge, med hvis Datter Gertrud den vistnok kom til Eiler Bryske og med deres datter Lisbet til Henrik Bille, som 1652 solgte den til Elsebe Sandberg. I 1672 udlagde grev Mogens Friis Slumstrup  (i alt 50 Td. hartkorn) som arv til sin datter, friherreinde Mette Friis, hvis mand Christoffer Lindenov 1697 skødede den til Peder Eilersen Schøllen († 1705). 1706 ejedes den af Søren Poulsen († 1709), vistnok gift med den forrige Ejers Enke; efter ham solgtes den,  til herredsskriver Joh. Hagensen, der 1714 skødede den til sin svoger Jens Poulsen Skanderup, som 1720 skødede den til Thomas Thomasen
Lund († 1750); hans arvinger skødede den 1750 til deres bror og svoger Thomas Lund, der 1754 skødede L. for 85.000 rigsdaler til amtmand etatsråd P. Albertin, der 1777 skødede den til sin svigersøn, landvæsenskommissær Sv. V. Rosenvinge († 1824).
Alle gårdens 5 Længer brændte 1709. Det nuværende stuehus er fra 1915. I 1925 blev der udstykket 14 statshusmandsbrug fra gården.

## Eksterne kilder og henvisninger
1. ↑  Rækker Mølle-turen (Webside ikke længere tilgængelig)

- Om Slumstrup i J.P. Trap: Kongeriget Danmark, udarbejdet af H. Weitemeyer (3. udgave, 5. bind, 1906)

|  | Denne artikel om en bygning eller et bygningsværk kan blive bedre, hvis der indsættes et (bedre) billede. Du kan hjælpe ved at afsøge Wikimedia Commons for et passende billede eller lægge et op på Wikimedia Commons med en af de tilladte licenser og indsætte det i artiklen. |

56°0′10.06″N 8°33′37.01″Ø / 56.0027944°N 8.5602806°Ø